# Nusa yerburyi
Nusa yerburyi är en tvåvingeart som beskrevs av Ricardo 1927. Nusa yerburyi ingår i släktet Nusa och familjen rovflugor.
Artens utbredningsområde är Sri Lanka. Inga underarter finns listade i Catalogue of Life.